# Made in Poland (album All Bandits)
Made in Poland – pierwszy album street punkowej grupy All Bandits.

## Lista utworów
Na płycie znalazły się następujące utwory:
1. Kraina Ciepłych Noży
2. Jak Skała
3. Piwko
4. Kamienice
5. Wypłata
6. Yuppie
7. Osioł
8. United
9. Protestuję
10. Punk
11. Pogo
12. Zajebisty
13. Niewolnicy